# No Tears Left to Cry
«No Tears Left to Cry» (estilizado en minúsculas), es una canción interpretada por la cantante y compositora estadounidense Ariana Grande, incluida en su cuarto álbum de estudio Sweetener (2018) y fue lanzado el 20 de abril de 2018 publicada por Republic Records.

## Antecedentes y lanzamiento
Después de lanzar su tercer disco Dangerous Woman en 2016, Grande empezó a trabajar en su cuarto álbum de estudio, comentando que «no pretendía hacer un álbum (...) he trabajado mucho; he estado creativa y me sentido inspirada para comenzar este nuevo capítulo».  Más tarde, se confirmó la involucración del productor musical sueco Max Martin y el también productor estadounidense Pharrell Williams en el proyecto, con el último comentando para el diario Los Angeles Times que «las cosas que ella tiene que decir en ese álbum están en un nivel muy alto». El trabajo fue interrumpido en mayo de 2017 tras el atentado terrorista sucedido en la ciudad inglesa de Mánchester al final un concierto que Grande ofrecía como parte de su gira Dangerous Woman Tour, pero la cantante dijo en septiembre en exclusiva para Billboard que continuaría grabando el proyecto y volvería pronto cuando sea posible, aunque después de dicho acontecimiento, el álbum dio un giro inesperado para no centrarse en lo que muchos catalogarían como «música superficial». En diciembre de 2017 y, a la vuelta del año, presentó una pequeña anticipación del trabajo, confirmando su lanzamiento para 2018. De acuerdo con el portal de noticias TMZ, la mitad de las canciones fueron producidas por Williams y la otra mitad por Martin. Además, se confirmó que Grande había estado involucrada en el proceso de composición de todas las pistas del álbum.
A finales de marzo de 2018, un usuario desconocido colgó un vídeo de aproximadamente un minuto de duración en la plataforma de Twitter donde revelaba que un contacto cercano trabajador en la industria de la música estaba trabajando con la cantante para su nuevo vídeo musical. Dicho usuario comentaba que el vídeo era realmente impactante y espectacular además de desvelar que la canción que lo acompaña lleva el nombre de No Tears Left To Cry.
Dicha información pasó desapercibida hasta el 8 de abril, cuando Grande fue vista en Disneyland Anaheim vistiendo una sudadera de color gris donde se leía el título que el usuario anteriormente había desvelado pero estilizado de manera que se leía al revés en el frente de esta. Un día más tarde, Variety informó que Grande estaba lista para lanzar el primer sencillo de sucuarto álbum el 27 de abril. La estrategia de promoción de las camisetas la llevó a cabo también su entonces novio Mac Miller, su hermano Frankie Grande, la cantautora estadounidense y amiga de Ariana, Victoria Monét además de muchos miembros del equipo de Grande. Días más tarde, Hits informó que el tema saldría una semana antes, el 20 de abril debido a cuestiones logísticas. El 17 de abril, Grande volvió a las redes sociales para informar del lanzamiento de No Tears Left To Cry. Un breve fragmento de la pista se reveló l 19 de abril por la cantante.

## Recepción

### Crítica
Laura Snapes de The Guardian elogió a Ariana por «abordar el tema en solitario, en lugar de con un invitado, como suele hacer». Snapes también elogió la inclusión de «algunas letras satisfactoriamente específicas" dirigidas a sus haters». Chris Willman de Variety describió la canción como «el tipo más alegre y bailable de himno de recuperación post-traumática con matices oscuros.

### Recepción comercial
La canción debutó en el número dos de UK Singles Chart con ventas de 74290 unidades en la primera semana.
El vídeo musical de la canción alcanzó los 14 millones de reproducciones en las primeras 24 horas desde su estreno en YouTube; superando nuevamente el récord personal de la cantante, superando su canción Focus (2015) la cual alcanzó las 9 millones de visitas en dicho periodo de tiempo. El vídeo de su más reciente sencillo también obtuvo 1,3 millones de me gusta en sus primeras 24 horas.
En lo que al streaming se refiere, «No Tears Left To Cry» fue reproducida 5,1 millones de veces en la plataforma de Spotify a nivel internacional.[cita requerida] En Estados Unidos fue reproducido 1,7 millones de veces. Durante el primer día de su estreno, fue escuchada por más de 15 millones[cita requerida] de oyentes en diferentes estaciones de radio repartidas por todo el mundo. Logró debutar en la tercera posición del Billboard Hot 100 el 30 de abril de 2018 con 36.9 millones de reproducciones en streaming y de 100 000 copias puras vendidas solo en los Estados Unidos en su primera semana de estreno.

## Vídeo musical
El vídeo musical fue dirigido por Dave Meyers y estrenado en la madrugada del 20 de abril de 2018 en la plataforma de Vevo. Fue visualizado más de 15 millones de veces en las primeras 24 horas desde su estreno. Actualmente acumula más de 1 billón de reproducciones en YouTube. La grabación muestra a Grande interpretando la canción en diversos escenarios con ilusiones ópticas, andando cabeza hacia abajo y en diversos ángulos para, de tal manera, simbolizar la gravedad y el equilibro en la vida de uno. Después se ve a Ariana, en un último piso de un edificio, en donde interfiere una fuerte brisa, que arranca de sus manos, un paraguas, más adelante, se consigue con unos chicos bailando en el techo. La abeja que aparece en la última escena fue descrita por el Manchester Evening News como un homenaje a los ataques ocurridos en Mánchester. En la época, el insecto se convirtió en símbolo de la unión de la ciudad. Varias personas se tatuaron abejas para homenajear a las víctimas, incluida Grande.
En julio de 2018, el vídeo fue nominado a cuatro premios MTV Video Music Awards.

## Presentaciones en vivo
El 20 de abril de 2018, el mismo día del estreno de la canción, Grande se presentó a modo de sorpresa en la mitad de la actuación del disc-jockey noruego Kygo en el Festival de Arte y Música de Coachella en la localidad de Indio, California para cantar su nuevo sencillo. El 1 de mayo la cantante se presentó en The Tonight Show Starring Jimmy Fallon, cantando el sencillo y anunciando que su próximo álbum sería llamado Sweetener. El 3 de mayo Grande se presentó en el Radio City Music Hall como parte de un evento organizado por YouTube, de nombre Brandcast. El 14 de mayo se emitió en The Tonight Show una actuación previamente grabada donde el elenco del programa tocaban la canción junto a Grande con instrumentos fabricados con Nintendo Labo. El 20 de mayo Grande fue la encargada de abrir la ceremonia de los premios Billboard cantando nuevamente su sencillo, donde varias fuentes entre ellas Billboard catalogaron la presentación de Grande como una de las mejores de la noche. Grande volvió a presentar la canción el 2 de junio durante el festival Wango Tango. El 11 de julio, Grande presentó «No Tears Left To Cry» junto a otros temas en el Unboxing Prime Day Event organizado por Amazon en Nueva York.

## Posicionamiento en listas

### Semanales
| Argentina       | Argentina Hot 100       | 78 |
| Australia       | ARIA Singles Chart      | 1  |
| Austria         | Ö3 Austria Top 40       | 2  |
| Alemania        | Official German Charts  | 2  |
| Bélgica (Fla)   | Ultratop                | 5  |
| Bélgica (Val)   | Ultratop                | 13 |
| Brasil          | Brasil Hot 100 Airplay  | 99 |
| Brasil          | Brasil Streaming        | 42 |
| Canadá          | Canadian Hot 100        | 2  |
| Colombia        | National Report         | 54 |
| Colombia        | Los 40 (Colombia)       | 4  |
| Corea del Sur   | Gaon Chart              | 35 |
| Croacia         | HRT                     | 7  |
| Dinamarca       | Hitlisten               | 6  |
| Ecuador         | National Report         | 59 |
| El Salvador     | Monitor Latino          | 16 |
| Europa          | Euro Digital Songs      | 2  |
| Escocia         | Scottish Singles Chart  | 2  |
| Eslovaquia      | Singles Digital Top 100 | 1  |
| Eslovenia       | SloTop50                | 3  |
| España          | PROMUSICAE              | 9  |
| España          | LOS40                   | 15 |
| Estados Unidos  | Billboard Hot 100       | 3  |
| Estados Unidos  | Dance Club Songs        | 1  |
| Estados Unidos  | Pop Songs               | 1  |
| Estados Unidos  | Adult Pop Songs         | 4  |
| Estados Unidos  | Dance/Mix Show Airplay  | 3  |
| Estados Unidos  | Rhythmic Songs          | 12 |
| Estados Unidos  | Adult Contemporary      | 16 |
| Finlandia       | Suomen virallinen lista | 2  |
| Francia         | SNEP                    | 4  |
| Grecia          | Digital Singles Chart   | 1  |
| Hungría         | Single Top 40           | 1  |
| Irlanda         | IRMA                    | 1  |
| Israel          | Media Forest            | 3  |
| Italia          | FIMI                    | 6  |
| Japón           | Japan Hot 100           | 12 |
| Japón           | Japan Hot Overseas      | 1  |
| Letonia         | Latvijas Top 40         | 2  |
| Líbano          | Lebanese Top 20         | 6  |
| Malasia         | RIM                     | 1  |
| México          | México Ingles Airplay   | 2  |
| Noruega         | VG-lista                | 1  |
| Nueva Zelanda   | Recorded Music NZ       | 4  |
| Países Bajos    | Dutch Top 40            | 4  |
| Polonia         | Polish Airplay Top 100  | 3  |
| Portugal        | AFP                     | 1  |
| Reino Unido     | UK Singles Chart        | 2  |
| República Checa | Singles Digitál Top 100 | 1  |
| Rumania         | Airplay 100             | 77 |
| Singapur        | RIAS                    | 1  |
| Suecia          | Sverigetopplistan       | 10 |
| Suiza           | Schweizer Hitparade     | 2  |
| Venezuela       | National Report         | 94 |

### Certificaciones
| País           | Organismo certificador | Certificación | Ventas certificadas | Ref.    |
| -------------- | ---------------------- | ------------- | ------------------- | ------- |
| Alemania       | BVMI                   | Oro           | 200 000             | [ 87 ]  |
| Australia      | ARIA                   | 2x Platino    | 140 000             | [ 88 ]  |
| Austria        | IFPI - Austria         | Oro           | 15 000              | [ 89 ]  |
| Bélgica        | BEA                    | Oro           | 10 000              | [ 90 ]  |
| Brasil         | Pro-Música Brasil      | Diamante      | 160 000             | [ 91 ]  |
| Canadá         | Music Canada           | 3x Platino    | 240 000             | [ 92 ]  |
| Dinamarca      | IFPI — Dinamarca       | Oro           | 45 000              | [ 93 ]  |
| España         | PROMUSICAE             | Oro           | 20 000              | [ 94 ]  |
| Estados Unidos | RIAA                   | 3x Platino    | 3 000 000           | [ 95 ]  |
| Francia        | SNEP                   | Oro           | 100 000             | [ 96 ]  |
| Italia         | FIMI                   | Platino       | 50 000              | [ 97 ]  |
| México         | AMPROFON               | Platino       | 60 000              | [ 98 ]  |
| Nueva Zelanda  | RMNZ                   | Platino       | 30 000              | [ 99 ]  |
| Portugal       | AFP                    | Oro           | 5000                | [ 100 ] |
| Reino Unido    | BPI                    | 2x Platino    | 1 200 000           | [ 101 ] |
| Suecia         | IFPI — Suecia          | Platino       | 40 000              | [ 102 ] |

## Historial de lanzamientos
| Región         | Fecha               | Formato                      | Discográfica     | Ref.    |
| -------------- | ------------------- | ---------------------------- | ---------------- | ------- |
|                | 20 de abril de 2018 | Descarga digital             | Republic Records | [ 103 ] |
| Estados Unidos | 23 de abril de 2018 | Hot adult contemporary radio | Republic Records | [ 104 ] |
| Estados Unidos | 24 de abril de 2018 | Contemporary hit radio       | Republic Records | [ 105 ] |
| Estados Unidos | 24 de abril de 2018 | Rhythmic contemporary radio  | Republic Records | [ 106 ] |
| Italia         | 27 de abril de 2018 | Contemporary hit radio       | Universal Music  | [ 107 ] |
| Alemania       | 15 de junio de 2018 | Sencillo en CD               | Universal Music  | [ 108 ] |